# Mesochorus iburganus
Mesochorus iburganus là một loài tò vò trong họ Ichneumonidae.